# 栁田大輝
- 柳田大輝

栁田 大輝（やなぎた ひろき、2003年7月25日 - ）は、日本の男子陸上競技選手。専門は短距離走・走幅跳。東洋大学所属。

## 来歴
群馬県館林市出身。館林市立第一小学校、館林市立第一中学校、東京農業大学第二高等学校、東洋大学文学部在学中。
両親が陸上競技をしていた影響で小学校中学年の頃に自らも始め、中学生の時に100mと走幅跳に種目を絞った。中学生時には全日本中学校陸上競技選手権大会の走幅跳で優勝、100mで2位という成績を残した。
東京農業大学第二高等学校1年生の2019年には、全国高等学校陸上競技対校選手権大会（インターハイ）の走幅跳で4位に入った。同年の第74回国民体育大会では走幅跳少年Bの部に7m48の記録で優勝した。しかし、新型コロナウイルス感染症流行の影響で大会が減少し、練習の一環として走っていたところ、100mの記録が急上昇した。
2年生の2020年8月のセイコー・ゴールデングランプリに高校生特別枠で出場し、100mで10秒27の自己ベスト（当時高校歴代6位）を記録し、注目される。この記録で日本陸上競技連盟のダイヤモンドアスリートにも認定された。10月の第104回日本陸上競技選手権大会の100mでは7位となった。高校生での決勝進出者は栁田のみだった。この年度、日本陸上競技連盟による「あなたが元気をもらった選手の名シーン」の投票で、中学・高校部門の2位に選出された。
3年生の2021年6月の第105回日本陸上競技選手権大会の100m準決勝で、高校歴代日本2位タイとなる10秒22を記録した。高校卒業後は東洋大学文学部国際文化コミュ二ケーション学科に進学する。
大学進学後のデビュー戦となった2022年4月の陸上日本学生個人選手権では、10秒30のタイムで優勝した。代表対象となるワールドユニバーシティーゲームズを辞退し、2022年世界陸上競技選手権大会への出場を目指して6月の第106回日本陸上競技選手権大会の100mに出走、準決勝では10秒16の自己ベストを更新し、決勝は10秒19で3位に入賞した。世界陸上競技選手権では400mリレーの代表に選ばれ、本番の予選ではアンカーに起用されて4着でゴールしたが、2走から3走へのバトンパスに違反があり、失格となった。同年8月にコロンビアで開催された第19回U20世界陸上競技選手権大会では100m代表に選出され、本番では10秒24の6位だった。
大学2年生の2023年に行われた第107回日本陸上競技選手権大会の100mで10秒13（-0.2m/s）で2位に入賞した。
2023年にバンコクで行われたアジア選手権では、決勝で10秒02と自己ベストを0.08秒縮めて優勝した。10秒02は同年のブダペスト世界陸上の参加標準記録に0.02秒届かなかった。
2025年には関東インカレで追い風参考記録であるが9秒95（+4.5m/s）をマーク。同年5月28日、陸上アジア選手権男子100メートルで、日本勢史上初となる同種目連覇を達成した。
8月16日の日本グランプリシリーズ・アスリートナイトゲームズin福井（9.98スタジアム）の100メートルでは、自己ベストの10秒00で優勝した。予選では追い風参考（3.3メートル）で9秒92をマークしている。